# SOS International
SOS International er en assistancevirksomhed ejet af nordiske forsikringsselskaber. Virksomheden har alarmcentraler i Danmark, Sverige, Norge og Finland og et stort netværk i resten af verden. SOS International leverer rejse- og medicinsk assistance, vejhjælp og sundhedsløsninger til forsikringsselskaber, bilindustrien og private og offentlige virksomheder. SOS International har ca. 1000 medarbejdere fordelt på seks kontorer. www.sos.eu

## Historie[1]
SOS International blev i 1957 etableret af Kongelig Dansk Automobil Klub (KDAK) og Zone-Redningskorpset for at yde service i Vesteuropa til medlemmerne af KDAK og senere også til andre bilister.
I 1961 blev virksomheden et aktieselskab ejet af KDAK, Räddningsskåren AB, Stockholm og forsikringsselskabet Thule i Stockholm. Svenske, finske og norske forsikringsselskaber og det danske Europæiske Vare- og Rejsegodsforsikring A/S indgik en aftale om at bruge SOS International som nordisk assistanceorganisation.
I 1970 tilsluttede de fleste danske bilforsikringsselskaber sig aftalen, der i dag kendes som Det Røde Kort.
I 2004 ændres ejerforholdene fra foreningsejet selskab til et markedsdrevet selskab ejet af 24 nordiske forsikringsselskaber.
I 2006 opkøbte SOS International den svenske assistanceorganisation Skade- och Räddningslarm AB. Der blev etableret servicekontorer rundt om i verden og en selvstændig afdeling i Helsinki.
I 2008 overtog SOS International administrationen af den offentlige rejsesygesikring i Danmark og opkøbte Euro-Alarm, der var assistanceorganisation for rejsesygesikringen. SOS International opkøbte også det norske Global Medical Support (GMS).
I 2012 erhvervede SOS International Assistance Finland Oy og blev dermed en stor spiller på det finske marked for vejhjælp.
I 2014 blev SOS International markedsleder i Norden inden for vejhjælp ved at indgå en aftale med NAF - Norges Automobil-Forbund og etablere en ny virksomhed, der tilbyder vejhjælp i Norge
I 2016 blev Trygghetssentralen i Oslo frasolgt, som led i strategien.
I 2018 introducerede SOS International et nyt supplerende internationalt brand, SOS First.

Koncernledelse
Koncernledelse med direktør samt en bestyrelse.